# Shumba Bajo
Shumba Bajo es un caserío del distrito de Bellavista, en Perú. Está ubicado a la margen derecha de la carretera Jaén-San Ignacio, a 2 km del Cruce de Shumba. Presenta un relieve llano, con pampas, valles, una quebrada y una laguna.
Clima
El clima es cálido con lluvias en época de verano (enero - marzo). La temperatura promedio es de aproximadamente 30°.
Datos
Shumba Bajo es un valle agrícola, en el que destaca el cultivo del arroz junto a otros como maíz, yuca y frutales.
- Datos: Q9076890